# 斯圖普基 (特諾皮爾州)
49°32′17″N 25°45′10″E / 49.53806°N 25.75278°E

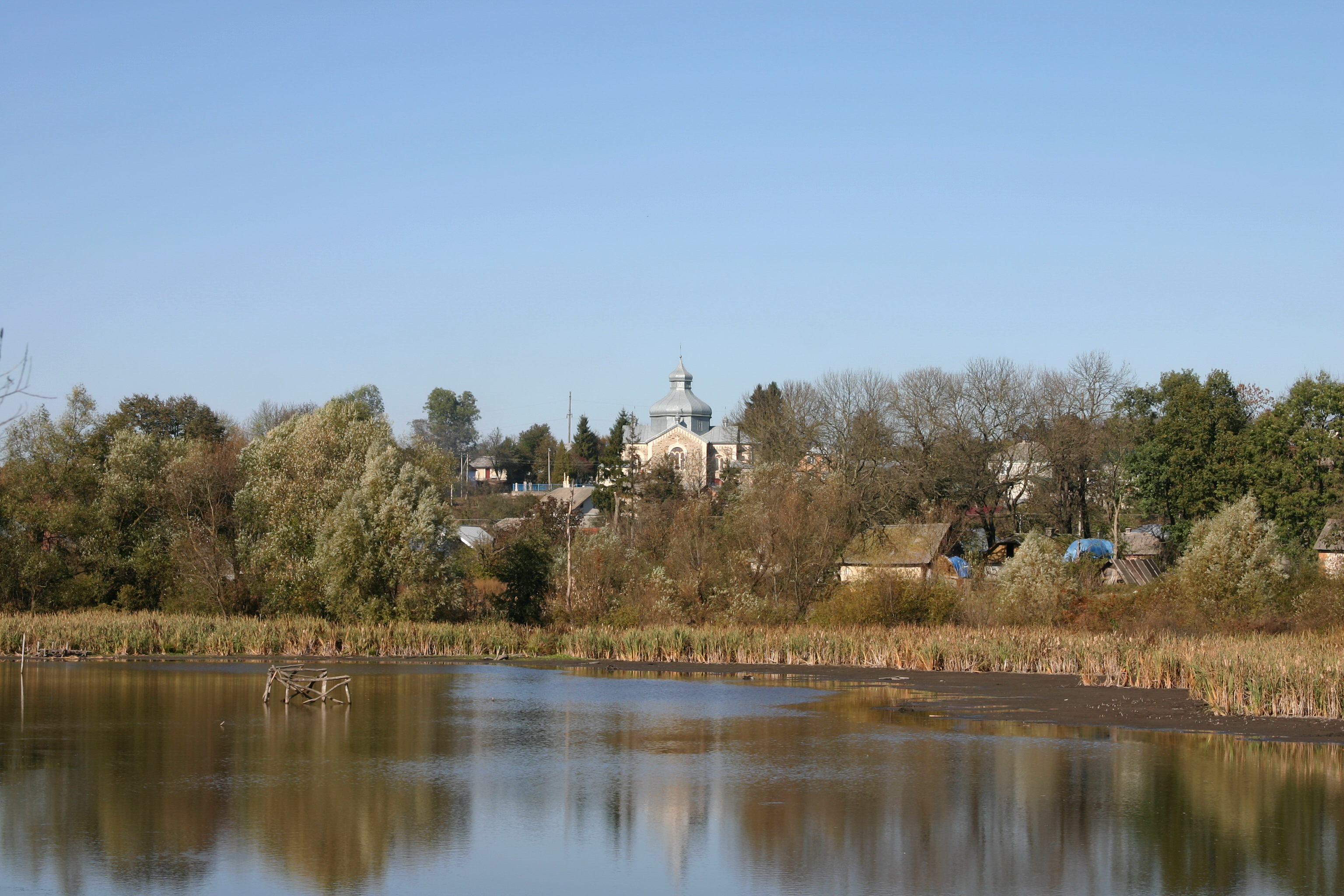

斯圖普基（烏克蘭語：Ступки）是位於烏克蘭西部特諾皮爾州裏特諾皮爾區的村莊，處於赫尼茲納河畔，面積2.05平方公里，2001年人口684。